# 아처 대니얼스 미들랜드

아처 대니얼스 미들랜드 컴퍼니(Archer Daniels Midland Company, ADM)는 미국 일리노이주 시카고에 본사를 둔 미국의 식품 가공 및 상품 무역 회사이다.
이 회사는 곡물과 식물성 기름으로 전 세계적인 식품, 음료, 기능성 식품, 산업 및 동물 사료 시장에서 사용되는 가공제품을 생산하는 270개 이상의 공장과 420개의 농작물 조달시설을 전세계적으로 운영한다. 회사는 또한 농산물 저장 및 운송 서비스를 제공한다. American River Transportation Company는 ADM Trucking, Inc.와 함께 ADM의 자회사이다. 2009년, 2010년, 2011년에 포춘지가 선정한 세계에서 가장 존경받는 식품 생산 회사로 3년 연속 선정되었다.